# Sphalloplana hoffmasteri
Sphalloplana hoffmasteri är en plattmaskart som först beskrevs av Libbie Henrietta Hyman 1954.  Sphalloplana hoffmasteri ingår i släktet Sphalloplana och familjen Planariidae. Inga underarter finns listade i Catalogue of Life.